# Arrest Hulsbosch/Broen
Het arrest Hulsbosch/Broen (HR 22 april 1994, NJ 1994/624) beter bekend als Taxusstruik-arrest is een arrest van de Nederlandse Hoge Raad dat betrekking heeft op aansprakelijkheid uit onrechtmatige daad.

## Samenvatting
Twee paarden van Hulsbosch zijn overleden, nadat ze hebben gegeten van een giftige taxusstruik die de buurvrouw in haar tuin op een afvalhoop had gegooid, onmiddellijk grenzend aan de omheining van een weiland met paarden. De buurvrouw wist niet dat taxus giftig is als paarden ervan eten. De Hoge Raad oordeelt, dat de buren niet aansprakelijk zijn.

## Casus
[3.1] In cassatie kan van het volgende worden uitgegaan:

Broen en Verkoulen wonen te Linne. Hun tuin grenst aan één zijde aan een weiland van Hulsbosch. Dit weiland is omheind: de omheining is voorzien van een afrastering van gaas. In de tuin van Broen c.s. bevindt zich dicht bij de omheining een afvalhoop. Verkoulen heeft op 6 mei 1989 op deze afvalhoop een struik gedeponeerd, die zij enkele dagen tevoren had gevonden en in de tuin had willen planten. Deze struik was een taxus. Bij inwendig gebruik kan taxus dodelijk zijn voor paarden. Op 7 mei 1989 hebben twee paarden van Hulsbosch, die in diens weiland graasden, van de taxusstruik gegeten. Als gevolg daarvan zijn beiden overleden.

Broen en Verkoulen wisten niet dat taxus giftig is als paarden ervan eten. Hulsbosch stelt Broen en Verkoulen aansprakelijk en vordert schadevergoeding wegens onrechtmatige daad, stellende dat het overlijden van de paarden te wijten is aan onrechtmatig handelen van Broen en Verkoulen.

## Rechtsvraag
Hebben Broen en/of Verkoulen jegens Hulsbosch gehandeld in strijd met de maatschappelijke zorgvuldigheid door de taxusstruik op een afvalhoop te gooien binnen het bereik van de paarden?

## Procesgang
De vordering is door de rechtbank afgewezen. Dit vonnis is in hoger beroep door het hof bekrachtigd. Het cassatieberoep is verworpen.

## Hoge Raad
De Hoge Raad overwoog:

[3.4.3] Een aansprakelijkheidsregel (...) kan in ieder geval niet worden aanvaard, indien het gaat om planten of struiken, waarvan de giftigheid niet van algemene bekendheid is.

De in het maatschappelijk verkeer betamende zorgvuldigheid reikt niet zó ver dat degeen die een plant of struik waarvan hij de giftigheid niet kent of behoeft te kennen, onder zich heeft, verplicht zou zijn om deze plant of struik op zodanige wijze onder zijn controle te houden dat zij geen gevaar kan opleveren, tenzij hem na onderzoek is gebleken dat de plant of struik ongevaarlijk is.

De Hoge Raad bevestigt hier het toepasselijk zijn van de 'Leer Smits'. Deze leer houdt in dat een enkele inbreuk op een subjectief recht onvoldoende is voor het aanwezig zijn van een onrechtmatige daad, er is tevens vereist dat is gehandeld in strijd met hetgeen
volgens het ongeschreven recht in het maatschappelijk verkeer betaamt. (Breda-Nijs en Maas-Willems)

## Tot besluit
Het arrest betreft de situatie vóór de invoering van het nieuw BW op 1 januari 1992. Artikel 6:173 had nog geen geldingskracht.